# Deppea
Deppea, biljni rod iz porodice broćevki smješten u tribus Hamelieae, dio potporodice Cinchonoideae. Postoji 39 priznatih vrsta u Južnoj i Srednjoj Americi (uključujući Meksiko)

## Vrste
1. Deppea amaranthina Standl. & Steyerm.
2. Deppea amaranthoides Borhidi
3. Deppea anisophylla L.O.Williams
4. Deppea arachnipoda (Borhidi & Salas-Mor.) Borhidi
5. Deppea blumenaviensis (K.Schum.) Lorence
6. Deppea chimalaparum Borhidi & E.Martínez
7. Deppea cornifolia (Benth.) Benth.
8. Deppea densiflora Borhidi & Reyes-García
9. Deppea ehrenbergii Standl.
10. Deppea erythrorhiza Schltdl. & Cham.
11. Deppea foliosa Borhidi, Salas-Mor. & E.Martínez
12. Deppea grandiflora Schltdl.
13. Deppea guerrerensis Dwyer & Lorence
14. Deppea hamelioides Standl.
15. Deppea hernandezii Lorence
16. Deppea hintonii Bullock
17. Deppea hoffmannioides Borhidi
18. Deppea inaequalis Standl. & Steyerm.
19. Deppea keniae Borhidi & Saynes
20. Deppea martinez-calderonii Lorence
21. Deppea miahuatlantica Lorence
22. Deppea microphylla Greenm.
23. Deppea nitida Borhidi & Salas-Mor.
24. Deppea oaxacana Lorence
25. Deppea obtusiflora (Benth.) Benth.
26. Deppea pauciflora Borhidi & E.Martínez
27. Deppea pubescens Hemsl.
28. Deppea purpurascens Lorence
29. Deppea purpusii Standl.
30. Deppea rubrinervis Borhidi
31. Deppea rupicola Borhidi & K.Velasco
32. Deppea schultzei Lorence
33. Deppea scoti (J.H.Kirkbr.) Lorence
34. Deppea serboi Borhidi & K.Velasco
35. Deppea sousae Borhidi
36. Deppea splendens Breedlove & Lorence
37. Deppea tenuiflora Benth.
38. Deppea tubana Borhidi
39. Deppea umbellata Hemsl.

## Sinonimi
- Bellizinca Borhidi
- Choristes Benth.
- Csapodya Borhidi
- Deppeopsis Borhidi & Strancz.
- Edithea Standl.
- Schenckia K.Schum.